# Rudolf Scheide

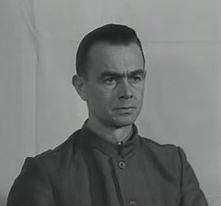
Rudolf Scheide während der Nürnberger Prozesse. Aufnahme von Januar 1947.

Rudolf Hermann Karl Scheide (* 24. Dezember 1908 in Wolfenbüttel; † 12. August 1981 ebenda) war ein deutscher SS-Führer.

## Leben
Scheide besuchte bis 1922 die Volksschule und war danach zunächst in der Landwirtschaft tätig. Nach Gelegenheitsarbeiten und ehrenamtlichen Tätigkeiten arbeitete er Anfang der 1930er Jahre unter anderem in den Zuckerfabriken in Schladen. Scheide trat 1929 der NSDAP (Mitgliedsnummer 93.508) und 1930 der SS (SS-Nr. 2.351) bei. Nach der Machtübernahme der NSDAP gehörte Scheide ab März 1933 der SS-Stabswache Berlin an, aus der später die Leibstandarte SS Adolf Hitler hervorging. Von 1938 bis Ende September 1942 kommandierte Scheide eine motorisierte SS-Kompanie. Am 1. Oktober 1942 wurde Scheide Leiter des Amts B V (Verkehrswesen) im SS-Wirtschafts-Verwaltungshauptamt (WVHA). Im Januar 1945 erreichte Scheide den Rang eines SS-Standartenführers der Waffen-SS.
Nach seiner Festnahme wurde Scheide im Prozess Wirtschafts- und Verwaltungshauptamt der SS mit 17 weiteren Beschuldigten vor dem United States Military Tribunal II angeklagt. Scheide wurde am 3. November 1947 in allen Anklagepunkten, Kriegsverbrechen, Verbrechen gegen die Menschlichkeit und der Mitgliedschaft in verbrecherischen Organisationen, freigesprochen. Seine leitende Tätigkeit im WVHA sowie seine SS-Mitgliedschaft wurden nicht geahndet, da gegen Scheide keine belastenden Zeugenaussagen oder Beweismittel vorlagen. Über seinen weiteren Lebensweg ist nichts bekannt.

## Weblink
- Letter of recommendation for Rudolf Scheide